# Аркадов, Геннадий Викторович
Геннадий Викторович Аркадов (род. 26 июля 1964, Москва) — российский учёный, инженер, специалист в области энергетических реакторов и системной инженерии.
Ученик Армена Артаваздовича Абагяна, Аркадов Г. В. несколько лет был одним из его заместителей, в дальнейшем продолжил развитие института по традиционным направлениям поддержки эксплуатации атомных электростанций.
Работал во Всероссийском научно-исследовательском институте по эксплуатации атомных электростанций двадцать три года. Начав с дипломной практики, студентом Московского энергетического института, прошел путь от инженера до генерального директора.
В период работы Аркадова Г. В. генеральным директором численность института увеличилась в три раза, были развиты новые направления: виртуально-цифровая АЭС, АСУТП (в настоящее время — самостоятельное предприятие АО «РАСУ»).
ВНИИАЭС стал инженером-архитектором в проекте ВВЭР-ТОИ, были созданы «Учебно-методический центр Всероссийского научно-исследовательского института по эксплуатации атомных электростанций» (АНО ДПО УМЦ ВНИИАЭС) и Центр управления ресурсом.
Большое внимание уделялось вопросам подготовки инженерных кадров, современным методам системной инженерии. Было создано Некоммерческое партнерство содействия развитию системной инженерии «РАЙЗ» (НП «РАЙЗ»), одной из целей которого является осуществление перевода на русский язык западной инженерной литературы по лучшим инженерным практикам.
Институт тесно сотрудничал с международными организациями Международное агентство по атомной энергии, Всемирная ассоциация организаций, эксплуатирующих атомные электростанции и Institute of Nuclear Power Operations (США).

## Биография
- С 2020 г. президент Российского института системной инженерии.[5]
- В 1987 г. окончил Московский энергетический институт по специальности «инженер-теплофизик».
- В 2003 г. окончил Высшую школу экономики по специальности «менеджмент предприятия».
- С 1989 г. — 2006 г. прошел путь от инженера до первого заместителя генерального директора Всероссийского научно-исследовательского института по эксплуатации атомных электростанций.
- C 2006 г. — 2014 г. генеральный директор Всероссийского научно-исследовательского института по эксплуатации атомных электростанций.
- В 2002 г. защитил диссертацию на соискание ученой степени кандидата технических наук.
- С 2011 г. — 2016 г. заведующий кафедрой физико–технической информатики, профессор Московского физико-технического института[6].
- С 2014 г. — 2020 г. вице-президент Российского института системной инженерии.

Член Международного совета по системной инженерии (INCOSE).
Эксперт в области систем виброшумовой диагностики, управления жизненным циклом сложных технических систем, системной инженерии. редактор и издатель книг по системной инженерии.

## Награды
- Заслуженный энергетик Российской Федерации

## Научные труды
Автор и соавтор многочисленных изобретений и программ для ЭВМ

### Монографии
- Аркадов Г.В., Павелко В.И., Усанов А.И.  Виброшумовая диагностика ВВЭР, под редакцией члена – корреспондента РАН Абагяна А.А.   - Издательство Энергоатомиздат, 2004. ISBN 5-283-00787-1
- Аркадов Г.В., Павелко В.И., Финкель Б.М.  Системы диагностирования ВВЭР- Издательство Энергоатомиздат, 2010. ISBN 978-5-02-040184-6
- Аркадов Г. В., Гетман А. Ф., Родионов А. Н. Надежность оборудования и трубопроводов АЭС и оптимизация их жизненного цикла (вероятностные методы). —  Издательство Энергоатомиздат, 2010.
- Gennadij V. Arkadov, Aleksander F. Getman, Andrei N. Rodionov Probabilistic Safety Assessment for Optimum Nuclear Power Plant Life Management (PLiM) – Woodhead Publishing, 2012. ISBN 978-0-85709-398-1
- Аркадов Г.В., Павелко В.И., Слепов М.Т.  Виброакустика в приложениях к реакторной установке ВВЭР-1200 - Издательство Наука, 2018. ISBN 978-5-02-040138-9
- Gennadiy V. Arkadov, Vladimir I. Pavelko, Mikhail T. Slepov Vibration Acoustics Applied To Vver-1200 Reactor Plant - Наука, 2018 ISBN 978-981-123-466-8
- Аркадов Г.В., Павелко В.И., Слепов М.Т.  Шумовой мониторинг в приложениях к реакторной установке ВВЭР-1200 - Издательство Наука, 2021. ISBN 978-5-02-040869-2
- Аркадов Г.В., Коцоев К.И., Лазарев Н.А., Павелко В.И., Трыков Е.Л., Трыкова И.В. Предиктивная аналитика и диагностика АЭС – Издательство Наука, 2021. ISBN 978-5-02-040911-8
- Gennadiy V. Arkadov, Vladimir I. Pavelko, Mikhail T. Slepov Vibration Acoustics Applied To Vver-1200 Reactor Plant – World Scientific, 2021 ISBN 978-981-123-466-8

### Статьи
- Аркадов Г.В., Перов С.Л. Усанов А.И. Расчетное моделирование вибрационных характеристик оборудования и топливных сборок реакторов типа ВВЭР // МНТК-2001, ФГУП ОКБ «Гидропресс», Подольск.
- Аркадов Г.В., Павелко В.И., Финкель Б.М.  Создание программно-технических комплексов диагностирования оборудования сооружаемых энергоблоков АЭС // МНТК-2001, ФГУП ОКБ «Гидропресс», Подольск.
- Аркадов Г.В., Павелко В.И., Финкель Б.М. Состояние и перспективы применения систем оперативной диагностики для поддержания безопасности энергоблоков с ВВЭР // МНТК-2001, ФГУП ОКБ «Гидропресс», Подольск.
- Аркадов Г.В., Аникеев Ю.А., Павелко В.И.  Оценка вибросостяний ВКУ и топливных сборок ВВЭР-440 в эксплуатационных условиях. // МНТК-2001, ФГУП ОКБ «Гидропресс», Подольск.
- Аркадов Г.В., Титов С.И., Павелко В.И.  Нейтронно-шумовая вибродиагностика шахты активной зоны ВВЭР-440 // Журнал Атомная энергия. Т.91, выпуск 4, стр. 252 – 258, 2001.
- Аркадов Г.В., Павелко В.И., Словак Р.  Измерение расхода теплоносителя через топливный канал ВВЭР-440 по флуктуациям сигналов датчиков прямого заряда. // Журнал «Атомная энергия. Т.91, выпуск 3, стр. 167-174, 2001
- Arkadov G.V., Ovcharov O.V., Pavelko V.N. MEASURING THE COOLANT FLOW RATE THROUGH A WWER-440 FUEL CHANNEL BY SIGNAL FLUCTUATION OF SELF-POWERED DETECTORS // Атомная энергия. 2001. Т. 91. № 3. С. 167-174., 2001
- Аркадов Г.В., Павелко В.И., Калинин А.Н.  Программно-технический комплекс системы виброшумовой диагностики РУ ВВЭР. Вопросы атомной науки // Вопросы атомной науки и техники. Сер. Физика ядерных реакторов, выпуск 3, стр. 35-44, 2002.
- Аркадов Г.В., Павелко В.И., Финкель Б.М.  Спектральные характеристики вибросостояния РУ ВВЭР-1000 // Вопросы атомной науки и техники. Сер. Физика ядерных реакторов, выпуск 3, стр. 46-52, 2002.
- Аркадов Г.В., Аникеев Ю.А., Павелко В.И.  Разработка норм вибрации внутрикорпусных устройств реакторов ВВЭР-440. // МНТК-2005, ФГУП ОКБ «Гидропресс», Подольск.
- Аркадов Г.В., Аникеев Ю.А., Павелко В.И. Опыт виброшумового контроля внутрикорпусных устройств и рабочих кассет реакторных установок типа ВВЭР-440 различных проектов. // МНТК-2005, ФГУП ОКБ «Гидропресс», Подольск.
- Аркадов Г.В., Матвеев В.П., Березанин А.А., Павелко В.И., Усанов Д.А. Мониторинг тепломеханических состояний ПГВ-1000М // 7-й Международный семинар по горизонтальным парогенераторам, ФГУП ОКБ «Гидропресс», Подольск, 2006.
- Аркадов Г.В., Финкель Б.М., Павелко В.И., Усанов Д.А., Давиденко Н.Н., Корниенко К.А., Коноплев Н.П Вопросы диагностирования оборудования реакторных установок ВВЭР // Журнал «Техническая диагностика и неразрушающий контроль» , выпуск № 1, 2006
- Аркадов Г.В.  Опыт разработки и внедрения АСУ ТП на энергоблоке 3 Калининской АЭС // Сборник докладов 5-й Международной научно-технической конференции «Безопасность, эффективность и экономика атомной энергетики», Москва, 2006.
- Аркадов Г.В.  Современное состояние и перспективы развития систем оперативного диагностирования оборудования реакторных установок ВВЭР // Сборник докладов 5-й Международной научно-технической конференции «Безопасность, эффективность и экономика атомной энергетики», Москва, 2006.
- Аркадов Г.В.  Эксплуатационный вибромониторинг внутрикорпусных устройств и топливных сборок реакторов ВВЭР-440  // Сборник докладов 5-й Международной научно-технической конференции «Безопасность, эффективность и экономика атомной энергетики», Москва, 2006.
- Аркадов Г.В.  Диагностика реакторов – работа для профессионалов // Журнал «РОСЭНЕРГОАТОМ», выпуск № 2, 2006.
- Аркадов Г.В.  Корпоративная информационная система: сегодня и завтра // Журнал «РОСЭНЕРГОАТОМ», выпуск № 2, 2006.
- Аркадов Г.В.  Концепция диагностирования электроприводной промышленной арматуры // Международная выставка и конференция «Атомная энергетика и электротехника», Москва, 2006.
- Аркадов Г.В., Иванов Е.А., Серов Г.П. СОСТОЯНИЕ И НАПРАВЛЕНИЯ РАЗВИТИЯ ЭКОЛОГИЧЕСКОГО МЕНЕДЖМЕНТА В ЯДЕРНОЙ ЭНЕРГЕТИКЕ // Атомная энергия. 2006. Т. 101. № 3. С. 239-241.
- Arkadov G.V., Ivanov E.A., Serov G.P. Status and direction of development of ecological management in the nuclear power industry Atomic Energy. 2006. Т. 101. № 3. С. 690-692.
- Аркадов Г.В., Трофимов А.И., Усанов А.И. Вибрационные исследования водо-водяных энергетических реакторов на этапах проектирования, ввода в действие, назначенного и продленного сроков эксплуатации // Журнал «Ядерная энергетика», выпуск № 1, 2007.
- Аркадов Г.В., Гетман А.Ф., Усанов А.И., Ровинский В.Д., Пасманник Л.А., Смирнов В.А., Казанцев А.Г., Фоменко В.И., Ловчев В.Н., Гуцев Д.Ф  Влияние эксплуатационных и остаточных напряжений на ресурс, надежность и безопасность АЭС. Применение метода акустоупругости для контроля остаточных напряжений в элементах первого контура реакторных установок с ВВЭР // Труды семинара «Оценка НДС трубопроводов и конструктивных элементов оборудования методом акустоупругости. Аппаратные средства и методики измерений. Опыт применения». 26-28 ноября 2008 г., г. Нижний Новгород.
- Аркадов Г.В. "В эпоху ядерного ренессанса перед ВНИИАЭС ставятся задачи нового уровня" // Бюллетень по атомной энергии №5-6/2008
- Arkadov G.V., Getman A.F., Usanov A.I.  Technologies of maintenance of a resource and safety the equipment and pipelines of the atomic power station during their operation. («Development and Application of Technologies Maintenance of a Lifetime and Safety the NPP Components») // USA, Florida, Orlando, 16 International Conference on Nuclear Engineering, May 11-15, 2008.
- Arkadov G.V., Getman A.F., Usanov A.I., Kusmichevskij A.J.  Methods of destruction probability definition of the NPP components and technology of their application for maintenance of safety of the nuclear power plant and optimum volumes of ISI, repair and maintenance service // Meeting “Ageng and PSA”, Prague, 04-06.12.2008.
- Аркадов Г.В., Дунаев В.Г., Боженков О.Л. Российские АСУ ТП АЭС сегодня: через сотрудничество - к прогрессу! // Журнал «Ядерные информационно-измерительные технологии», 2009, № 2 (30).
- Аркадов Г.В. Атомная энергетика – стратегическая основа национальной инновационной экономики. // Журнал «Ядерные информационно-измерительные технологии», 2009, № 2 (30).
- Аркадов Г.В. АСУ online моделирование // Журнал «Экономика и ТЭК сегодня», выпуск № 10, 2009.
- Аркадов Г.В.  Универсальная инженерия // Журнал атомной энергетики России «Росэнергоатом», выпуск № 11, 2009.
- Аркадов Г.В.  Что такое системная инженерия или 10 пилюль от болезни Паркинсона // Журнал атомной энергетики России «Росэнергоатом», выпуск № 12, 2009.
- Аркадов Г.В., Дунаев В.Г. Эпоха развития: история создания АСУ ТП энергоблоков отечественных АЭС // Журнал атомной энергетики России «Росэнергоатом»,  выпуск № 10, 2009.
- Аркадов Г.В., Дунаев В.Г., Боженков О.Л.  Российские АСУ ТП энергоблоков АЭС с ВВЭР: вчера, сегодня, завтра // Журнал «АТОМКОН», 2009, № 4 (5).
- Аркадов Г.В., Гетман А.Ф., Родионов А.Н.  Надежность оборудования и трубопроводов АЭС и оптимизация их жизненного цикла // Издательство «Энергоатомиздат», 2010.
- Аркадов Г.В., Дунаев В.Г., Боженков О.Л. Эволюционное развитие автоматизированных систем управления АЭС с ВВЭР // МНТК-2010, ОАО «ВНИИАЭС».
- Аркадов Г.В.  Современные средства проектного моделирования // Журнал «Экономика и ТЭК сегодня», выпуск № 13, 2010.
- Аркадов Г.В., Горбаев В.А., Калинушкин А.Е., Семченков Ю.М., Коган И.Р., Боженков О.Л., Коноплев Н.П. Современные подходы к созданию АСУТП ВВЭР нового поколения // Атомная энергия. 2010. Т. 109. № 5. С. 267-271.
- Arkadov G.V.,Gorbaev V.A., Kalinushkin A.E., Semchenkov Y.M., Kogan I.R., Bozhenkov O.L., Konoplev N.P. MODERN APPROACHES TO DEVELOPING ASCTP FOR NEW-GENERATION VVER Atomic Energy. 2011. Т. 109. № 5. С. 328-332.
- Аркадов Г.В.,, Батоврин В.К., Сигов А.С.  Системная инженерия, как важнейший элемент современного инженерного образования  // Журнал «Инженерное образование», 2012, № 9.
- Аркадов Г.В., Березанин А.А., Тетерин Е.П., Жидков С.В., Крылов К.А., Павелко В.И., Финкель Б.М. Создание и внедрение отраслевой системы диагностирования (цели, задачи, планируемые результаты)// МНТК-2012, ФГУП ОКБ «Гидропресс», Подольск.
- Аркадов Г.В., Колтун О., Крошилин А.Е., Москалев А., Соловьев С.Л. Анализ конкурентоспособности (АЭС С РУ ВВЭР-ТОИ) // Росэнергоатом. 2012. № 12. С. 22.
- Аркадов Г.В., Астахов Ю.С, Борисов Т.Н., Гуревич М.И., Клименко А.С., Клименко С.В. Никитин И.Н.,Никитина Л.Д.,Слободюк Е.А.,Суджян А.М. Концепция проекта виртуального эксперимента нейтронной томографии Земли  с использованием технологий супервычисления и виртуального окружения. // Сборник «Труды Международной научной конференции по физико-технической информатике,2013, С. 182-192
- Аркадов Г.В., Жукавин П.А., Крошилин А.Е., Паршиков И.А., Соловьев С.Л., Шишов А.В.  Виртуально – цифровая АЭС современный инструмент поддержки жизненного цикла атомных энергоблоков с ВВЭР // Теплоэнергетика, 2014 №10. С.3.
- Аркадов Г.В., Павелко В.И., Финкель Б.М. Оптимизация и развитие систем диагностирования ТМО для выполнения требований программ управления ресурсом. // МНТК-2018, ОАО «ВНИИАЭС», Москва.
- Аркадов Г.В., Павелко В.И., Слепов М.Т. Филиал. Анализ вибрационного состояния энергоблока ВВЭР-1200 на различных этапах пуска и первой кампании промышленной эксплуатации. // МНТК-2018, ОАО «ВНИИАЭС», Москва.
- Аркадов Г.В., Павелко В.И., Слепов М.Т. Предиктивная аналитика, как практически значимый для атомной отрасли цифровой инструмент. // Журнал «Атомный проект», №30, 2019
- Аркадов Г.В., Павелко В.И., Поваров В.П., Слепов М.Т. Феноменология акустических стоячих волн применительно к реакторной установке ВВЭР-1200 // «Известия ВУЗов. Ядерная энергетика».
- Аркадов Г.В., Павелко В.И., Поваров В.П., Слепов М.Т. Опыт эксплуатации стационарных систем технического диагностирования на Нововоронежской АЭС // «ГЛОБАЛЬНАЯ ЯДЕРНАЯ БЕЗОПАСНОСТЬ», 2021 № 4(41), С. 36–46
- Аркадов Г.В., Павелко В.И., Поваров В.П., Слепов М.Т. Обнаружение эффектов кавитации в главных циркуляционных контурах реакторной установки ВВЭР-1200 по сигналам датчиков пульсации давления // ТЕХНОЛОГИИ ОБЕСПЕЧЕНИЯ ЖИЗНЕННОГО ЦИКЛА ЯЭУ / No 4 (26) / 2021
- Аркадов Г.В., Павелко В.И., Поваров В.П., Слепов М.Т. Практические возможности и перспективы развития нейтронно-шумовой диагностики активных зон ВВЭР // Вопросы Атомной Науки и Техники. Серия: Ядерно-реакторные константы, 2022, №1, с. 74-82.
- Аркадов Г.В., Гусев И.Н., Слепов М.Т., Усачев Д.Е., Эсеров Д.Г. Опыт виброналадки турбогенераторов К-1200-6.8/50 + Т3В-1200-2АУЗ первого и второго энергоблоков Нововоронежской АЭС // Известия высших учебных заведений. Машиностроение #5(746)2022
- Аркадов Г.В.,Павелко В.И., Поваров В.П., Слепов М.Т. Оценка вибраций ГЦНА при совместном использовании диагностических систем // НОВОЕ В РОССИЙСКОЙ ЭЛЕКТРОЭНЕРГЕТИКЕ №6 2022
- Ануркин Р.П., Аркадов Г.В., Белышко В.А., Будок И.О., Гусев И.Н., Кузьмин А.В., Кутдюсов Ю.Ф., Слепов М.Т. Определение причин возникновения резонансных вибраций трубопроводов свежего пара энергоблока №1 Нововоронежской АЭС-2 // Теплоэнергетика №8 2022

## Редактор и издатель книг по системной инженерии
- Косяков А., Свит У., Сеймур С., Бимер С. Системная инженерия. Принципы и практика / Пер. с англ. под ред. В. К. Батоврина. — М.: ДМК Пресс. — 2014. — 636 с. ISBN 978-5-97060-068-9 . — (Библиотека по системной инженерии Российского института системной инженерии)
- Халл Э., Джексон К., Дик, Дж. Инженерия требований / Пер. с англ. под ред. В. К. Батоврина. — М.: ДМК Пресс. — 2017. — 224 с. ISBN 978-5-97060-214-0 — (Библиотека по системной инженерии Российского института системной инженерии)
- Гарольд «Бад» Лоусон. Путешествие по системному ландшафту / Пер. с англ. В. К. Батоврина. — М.: ДМК Пресс. — 2013. ISBN 978-5-94074-923-3 — (Библиотека по системной инженерии Российского института системной инженерии)
- Ребентиш Эрик.  Интеграция управления программой и системной инженерии. Методы, инструменты и организационные системы для улучшения результативности интеграции / Пер. с англ. под ред. В. К. Батоврина, Е. В. Батовриной, А. А. Ефремова. — М.: ДМК Пресс. — 2020. — 584 с. ISBN 978-5-97060-810-4  — (Библиотека по системной инженерии Российского института системной инженерии)